# 田中秀幸 (経済学者)
田中 秀幸（たなか ひでゆき、1963年 - ）は日本の経済学者・情報学者。東京大学大学院情報学環・学際情報学府学環教授。社会・経済システム学会副会長（2019-2020年度）。共著の著書『カワイイ文化とテクノロジーの隠れた関係』で2016年に日本感性工学会出版賞受賞。論文「情報セキュリティ・マネジメントの制度設計」で2003年にNetwork Security Forum 2003奨励賞受賞。
通商産業省・自治省を経て2000年に東京大学助教授、後に教授。
この他、社会情報学会理事（2019・2020年度）、日本経済政策学会関東部会理事・本部幹事（2019～2021 年度）、東京大学大学院学環長、滝教育研究所所長等歴任。

## 生い立ち
岐阜県生まれ。愛知県出身。高校時代に教師から伊東光晴著『ケインズ』を紹介され、経済学を志す。
滝高等学校、東京大学卒業。

## 寄附講座
田中は2019年から『情報経済AIソリューション』寄付講座を大澤昇平と共に教員として担当した。当初2024年までの予定があったが、2019年末に各社が寄付を取り止め、講座は2020年までに終了した。

## 著作
- 佐野眞一・田中秀幸・四元正弘・境真良『出版ルネサンス』(2003) ISBN 9784860950064
- 出口弘・田中秀幸・小山友介『コンテンツ産業論：混淆と伝播の日本型モデル』(2009) ISBN 978-4-13-040247-7
- 遠藤薫・大倉典子・出口弘・田中秀幸・武田博直・周東美材『カワイイ文化とテクノロジーの隠れた関係』(2016) ISBN 9784501629601
- 田中秀幸編著『地域づくりのコミュニケーション研究:まちの価値を創造するために』(2017) ISBN 9784623078479